# Domitia l'Aînée
Domitia, également connue sous les noms de Domitia Major et Domitia l'Aînée, née vers -8 et morte en juin 59 est la fille aînée d'Antonia l'Aînée et de Lucius Domitius Ahenobarbus, l'aînée des petites-filles du triumvir Marc Antoine et d'Octavie la Jeune, la petite-nièce de l'empereur romain Auguste, la cousine et belle-sœur de l'empereur Caligula, la cousine de l'empereur Claude, la tante maternelle de l'impératrice Messaline et la tante paternelle de l'empereur Néron.

## Biographie

### Jeunesse
Elle est la sœur aîné de Domitia Lepida Minor et de Cnaeus Domitius Ahenobarbus. Sa date de naissance n'est pas connue précisément et peut seulement être estimée, au plus tard à -7, mais potentiellement au maximum 10 ans plus tôt, si on admet un long délai entre sa naissance et celles de ses deux cadets. 

### Mariages
Domitia a probablement été mariée à un cousin de Séjan du nom de Quintus Junius Blaesus avec qui elle a un fils appelé Junius Blaesus qui sera gouverneur sous l'empereur Vitellius, à moins que celui ci soit plus probablement son petit-fils par sa fille Sallustia. 
Elle épouse ensuite le consul Decimus Haterius Agrippa, qui meurt en 32, victime du régime de terreur instauré par Tibère. Vers l'an 11, Domitia a un fils avec Decimus Haterius Agrippa, Quintus Haterius Antoninus (consul en 53). 
Vers 23, Domitia épouse le riche et influent Caius Sallustius Crispus Passienus, petit-fils adoptif et arrière-petit-neveu de l'historien Salluste. En janvier 41, Caius Crispus divorce de Domitia, pour épouser l'ex-belle sœur de celle-ci, Agrippine la Jeune,, récemment rentrée de son exil. Ainsi, Caius Crispus devint le beau-père du fils d'Agrippine, Lucius Domitius Ahenobarbus (Néron), qui était le neveu de Domitia. Caius Crispus meurt mystérieusement peu après cette union, laissant son immense fortune à Agrippine et son fils. Ce divorce est à l'origine d'une haine intense et durable entre les deux femmes. En 55, Domitia demandera à deux de ses affranchis, Atimet, avec qui elle aurait eu une liaison, et le danseur Lucius Domitius Paris, de formuler de sérieuses accusations contre Agrippine, qui resteront cependant sans conséquence.

### Dernières années

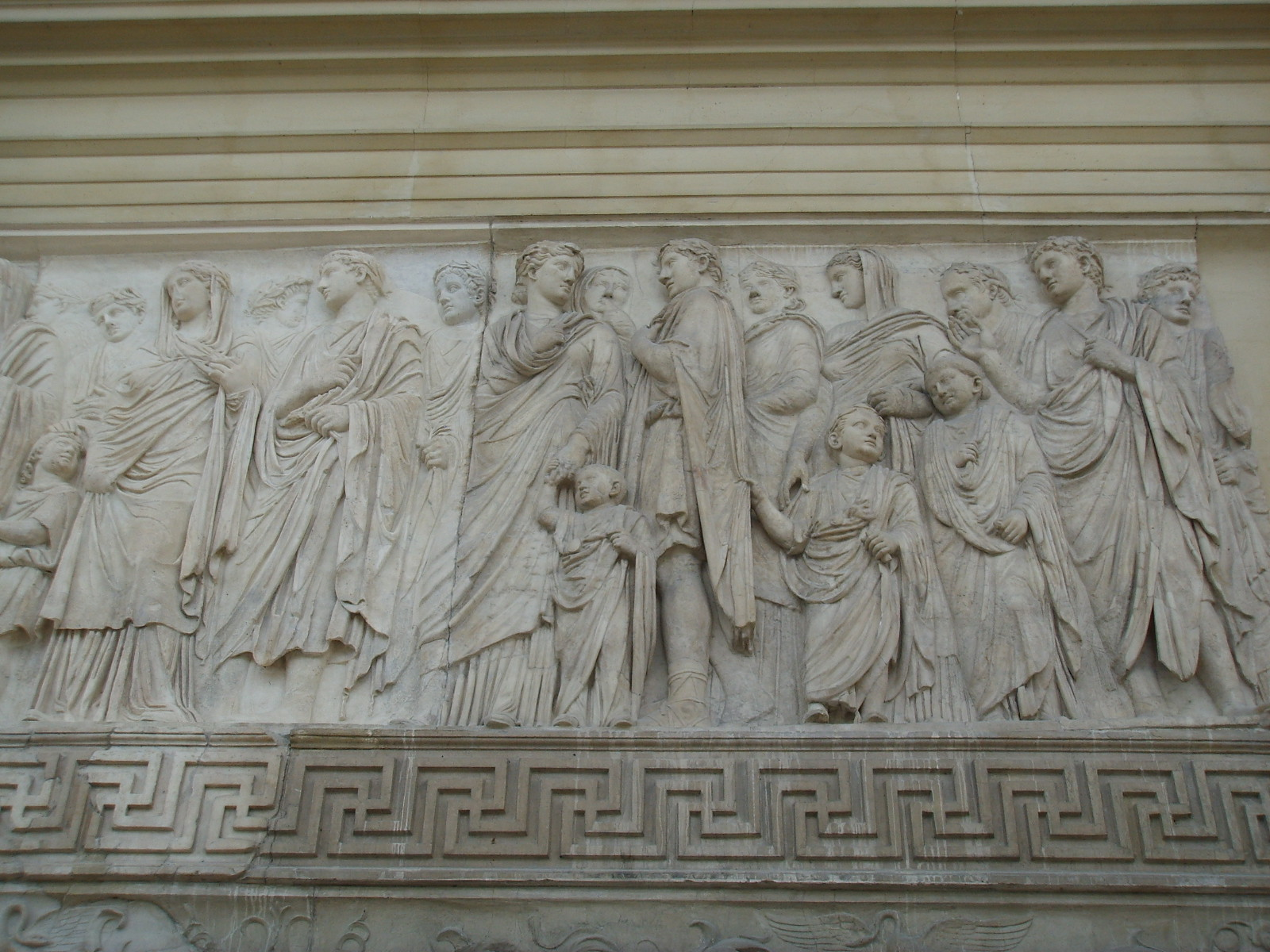
Frise ouest de lAra Pacis. Domitia et son frère Cnaeus sont les deux enfants sur la droite, Antonia l'Aînée est la femme derrière eux et leur père Lucius, l'homme qui les suit. Museo dell'Ara Pacis, Rome.

Domitia était très riche et possédait de grandes propriétés à Baïes et Ravenne,, mais Quintilien rapporte qu'elle était cependant très avare. Les « Jardins de Domitias » (horti Domitiae) en bordure du Tibre à Rome, dans lesquels l'empereur Hadrien fit construire plus tard son tombeau, lui appartenaient également, . 
En juin 59, elle meurt alitée en raison d'une constipation aigüe. Néron lui rendait visite à ce moment-là et elle aurait dit que lorsque celui-ci se raserait la barbe, elle pourrait mourir paisiblement. Néron, se tournant vers l'audience, aurait répondu en plaisantant: « Alors je vais la raser tout de suite ». Selon une rumeur, il aurait ensuite ordonné aux médecins d'administrer une dose fatale de laxatif à sa tante et saisi ses biens alors qu'elle était mourante,. 
Domitia est représentée avec son frère et ses parents sur l'Ara Pacis, un autel de l'époque d'Auguste.